# 1990年全仏オープン
1990年 全仏オープン（1990ねんぜんふつオープン、Internationaux de France de Roland-Garros 1990）は、フランス・パリにある「スタッド・ローラン・ギャロス」にて、1990年5月28日から6月10日にかけて開催された。

## シード選手

### 男子シングルス
1. ステファン・エドベリ　（1回戦）
2. ボリス・ベッカー　（1回戦）
3. アンドレ・アガシ　（準優勝）
4. アンドレス・ゴメス　（初優勝）
5. アーロン・クリックステイン　（3回戦）
6. エミリオ・サンチェス　（1回戦）
7. トーマス・ムスター　（ベスト4）
8. アンドレイ・チェスノコフ　（3回戦）
9. ジェイ・バーガー　（1回戦）
10. マルティン・ハイテ　（4回戦）
11. マイケル・チャン　（ベスト8）
12. フアン・アギレラ　（2回戦）
13. ジム・クーリエ　（4回戦）
14. マグナス・グスタフソン　（4回戦、不戦敗）
15. ギレルモ・ペレス＝ロルダン　（4回戦）
16. （試合開始前に棄権）

### 女子シングルス
1. シュテフィ・グラフ　（準優勝）
2. モニカ・セレシュ　（初優勝）
3. アランチャ・サンチェス・ビカリオ　（2回戦）
4. ガブリエラ・サバティーニ　（4回戦）
5. ジーナ・ガリソン　（1回戦）
6. マニュエラ・マレーバ・フラニエール　（ベスト8）
7. メアリー・ジョー・フェルナンデス　（ベスト8）
8. カテリナ・マレーバ　（ベスト8）
9. コンチタ・マルチネス　（ベスト8）
10. ナタリア・ズベレワ　（4回戦）
11. ヤナ・ノボトナ　（ベスト4）
12. ジュディス・ヴィースナー　（3回戦）
13. ロザリン・フェアバンク　（1回戦）
14. ラファエラ・レジ　（2回戦）
15. ナタリー・トージア　（4回戦）
16. ローラ・ギルデマイスター　（4回戦）

## 大会経過

### 男子シングルス
準々決勝
- ヨナス・スベンソン vs.  アンリ・ルコント　3-6, 7-5, 6-3, 6-4
- アンドレ・アガシ vs.  マイケル・チャン　6-2, 6-1, 4-6, 6-2
- アンドレス・ゴメス vs.  シェリー・シャンピオン　6-3, 6-3, 6-4
- トーマス・ムスター vs.  ゴラン・イワニセビッチ　6-2, 4-6, 6-4, 6-3

準決勝
- アンドレ・アガシ vs.  ヨナス・スベンソン　6-1, 6-4, 3-6, 6-3
- アンドレス・ゴメス vs.  トーマス・ムスター　7-5, 6-1, 7-5

### 女子シングルス
準々決勝
- シュテフィ・グラフ vs.  コンチタ・マルチネス　6-1, 6-3
- ヤナ・ノボトナ vs.  カテリナ・マレーバ　4-6, 6-2, 6-4
- ジェニファー・カプリアティ vs.  メアリー・ジョー・フェルナンデス　6-2, 6-4
- モニカ・セレシュ vs.  マニュエラ・マレーバ・フラニエール　3-6, 6-1, 7-5

準決勝
- シュテフィ・グラフ vs.  ヤナ・ノボトナ　6-1, 6-2
- モニカ・セレシュ vs.  ジェニファー・カプリアティ　6-2, 6-2

## 決勝戦の結果
- 男子シングルス： アンドレス・ゴメス vs.  アンドレ・アガシ　6-3, 2-6, 6-4, 6-4
- 女子シングルス： モニカ・セレシュ vs.  シュテフィ・グラフ　7-6, 6-4
- 男子ダブルス： エミリオ・サンチェス＆ セルヒオ・カサル vs.  ゴラン・イワニセビッチ＆ ペトル・コルダ　7-5, 6-3
- 女子ダブルス： ヘレナ・スコバ＆ ヤナ・ノボトナ vs.  ナタリア・ズベレワ＆ ラリサ・サブチェンコ　6-4, 7-5
- 混合ダブルス： ホルヘ・ロザノ＆ アランチャ・サンチェス・ビカリオ vs.  ダニー・ヴィッサー＆ ニコル・プロビス　7-6, 7-6

## みどころ
- 女子シングルス優勝者のモニカ・セレシュが、「16歳6ヶ月」で全仏オープンの女子最年少優勝記録を更新した。他の4大大会における女子シングルス最年少優勝記録は以下の通りである。
  - 全豪オープン：マルチナ・ヒンギス、16歳3ヶ月、1997年
  - ウィンブルドン選手権：ロッティ・ドッド、15歳9ヶ月、1887年 （1968年からの「オープン化時代」以後では、マルチナ・ヒンギスが16歳9ヶ月で優勝。1997年ウィンブルドン選手権を参照）
  - 全米オープン：トレーシー・オースチン、16歳9ヶ月、1979年
- 男子シングルス優勝者のアンドレス・ゴメスは、エクアドル出身のテニス選手として最初の4大大会シングルス優勝者になった。初優勝時の年齢「30歳3ヶ月」は、全仏オープンの大会史上4番目の年長記録。
- 女子シングルスでは、当時14歳2ヶ月のジェニファー・カプリアティが4大大会デビュー戦でいきなり準決勝に進出した。準決勝では14歳2ヶ月のカプリアティと16歳6ヶ月のセレシュが対決し、セレシュが 6-2, 6-2 で勝った。
- 男子シングルス1回戦で、第1シードのステファン・エドベリと第2シードのボリス・ベッカーがともに初戦で姿を消した。4大大会の男子シングルスで、第1・第2シードの選手が揃って初戦敗退したのはテニス史上初の珍事であった。エドベリはセルジ・ブルゲラ（スペイン）に、ベッカーはゴラン・イワニセビッチ（当時ユーゴスラビア）に敗れた。